# الصياد (أنمي)
سولتي راي (بالإنجليزية: Solty Rei) و (باليابانية: ソルティレイ) هو مسلسل أنمي ياباني من أعمال إستديو جونزو التي تربط بين الدراما والخيال العلمي عن سكان مدينة أورورا.

## القصة
تدور أحداث القصة عن فتاة غريبة ذات قوة خارقة قدمت للمدينة التي اصابتها حادثة الانفجار الكبير، التي تسببت بفقد الكثير من الاشخاص من بينهم زوجة وابنة شخص يدعى (روي) هو صياد يعمل في القبض على المجرمين والخارجين عن القانون التقى بتلك الفتاة التي تتميز بلون شعرها الاخضر واذنها الغريبة، انقذت تلك الفتاة حياته بالصدفة. فأخذها ليوم واحد ليرعاها بينما بدأت تلك الفتاة تتعلق به وتحاول حمايته. لسبب ما روي يبتعد عنها ويرفض الاعتناء بها لكن لم يستمر ذلك إلى ان يقر بان تبقى معه فيطلق عليها اسم (سولتي) وذلك لانها لاتذكر أي شيء عن نفسها.

## الخلفية

### أورورا شيل
حاجز وقائي الذي يحمل الغلاف الجوي لكوكب الأرض. أي جسم الذي يأتي في اتصال معه يتأثر بضربة البرق. بالإضافة إلى موجات أورورا تُنتَج في الليل، فإنه يعيق النقل الجوي. وكشف قرب نهاية السلسلة أنه يحتوي على عدد كبير من نانوماتشينيس؛ وبعد «الانفجار»، كان الأطفال الذين تعرضوا لتساقط الثلوج فيتغير عينات من الحمض النووي، بما في ذلك روز، أكسيلا، أنتيغرا، سيلفيا وسيليكا.

### سقوط الانفجار
كارثة التي وقعت حوالي 12 سنة قبل هذه السلسلة، حيث مبنى قديم وكبير R.U.C. أصيب ببرق ضخم من شيل أورورا، مما تسبب في انتشار الموت والدمار من سقوط الحطام.
بعد التحقق من أن «سقوط الانفجار» كان سببه ليزر قوي، أطلق من نظام دفاع سفينة الهجرة التي تسيطر عليها وايريني؛ وإطلاق النار عليه في قذيفة أورورا صدفة لمنع هيلغا، آشلي لينكس قائدها. إطلاق لليزر حول نفسه إلى برق ضخمة، مقر R.U.C. القديمة قبل أن يمكن بدء هيلغا. دمر الانفجار كل شيء قرب الموقع من نقطة الصفر.

### الأصيل
مصطلح يستخدمه البشر الذي عنده 100 ٪ كامل الجسم يشبه فيهم. الفتاة سولتي هي المثال الوحيد في معرض من «شبه الأصيل».

### البديل
مصطلح واسع النطاق للأطراف الاصطناعية تقدما من الناحية التكنولوجية المستخدمة لاستبدال أجزاء الجسم البشري، أصبح أكثر انتشارا بعد «سقوط الانفجار» بسبب العدد الهائل من جروح التي أصيبوا بها أثناء الحادث. البشر الذين يستخدمون هذه التكنولوجيا هي المعروفة باسم ريسيمبليس. وكشفت في وقت لاحق أن ربط أجزائها البديل هو بالحاسوب المركزي إيونوميا لـ R.U.C.

## الوسائط

### الأنمي
مادمان إنترتنمنت اكتسبت حقوق التوزيع لـ سولتي راي في أستراليا ونيوزيلندا وصدر في ستة مجلدات دي في دي بين 15 أغسطس 2007 و 23 يناير 2008. مجموعة كاملة، بما في ذلك أوفا كالحلقات 25 و 26، أفرج عنها في 17 سبتمبر 2008.

### الموسيقى
ائمة الأغاني موضوع وإدراج الأغاني من الأنمي:
الشارة البدائية:
- «البرسيم»: الحلقة:01 - 23 وفي الحلقات الإضافية (25 - 26)
كلمات وتكوين: meg rock
ترتيب: دايسوكي كاتو
أداء: ميغ رووك

الشارة النهائية:
- "تعويم ~ وراء السماء ~" (Float ～空の彼方で～ Float ~Sora no Kanata de~؟): الحلقة:01 - 11، 13 - 23 والحلقات الإضافية (25 - 26)
كلمات وتكوين: مسامي أوكوي
ترتيب: جان إتشيكاوا
أداء: تموي أوهمي
- «عودة إلى الحب»: الحلقة:12 و 24 
كلمات وتكوين: مسامي أوكوي
ترتيب: جان إتشيكاوا
أداء: تموي أوهمي

إدراج الشارة:
- «يأخُذك إلى هناك»: الحلقة:04
كلمات وترتيب: R・O・N
أداء: R・O・N يضم تاكوتو مايدا

### ألبومات السي دي
- ألبوم القرص المضغوط الشارة البداية «البرسيم» (لهكم-1015) يؤديها روك ميج.
- الشارة النهائية "تعويم ~ وراء السماء ~" (Float ～空の彼方で～ Float ~Sora no Kanata de~؟، افكس-0004) يؤديها أوهمي توموي.
- إدراج الشارة "مساء الهدوء" (夕凪 Yuunagi؟، افكس-0007) يؤديها أوهمي توموي.
- ألبوم صوتي واحد «الوعد» (لهكا-5029) يقوم بها R・O・N.
- «الموسيقى التصويرية سولتيراي» (لهكا-5026) من تأليف من توشيوكي أموري.
- «الموسيقى التصويرية سولتيراي» (لهكا-5032) من تأليف من توشيوكي أموري.
- «موضوع إذاعة & حرف القرص المضغوط ~ سولتي × روز ~» (لهكم-1017) صوت من قبل سولتي (السيرة الذاتية: موموكو سايتو) وروز (السيرة الذاتية: ماسمي اسانو).

### الكتب

غلاف "سولتيراي فانبوك البصرية"

- يوجد حاليا مجلّد واحدة من المانجا صدر في اليابان.

سولتي راي -السيدة الحمراء- (SoltyRei―赤の淑女― SoltyRei -Aka no Shukujo-) (ردمك 9784758060066)
تاريخ الإصدار: يونيو 2006
- هناك فانبوك المرئية واحد صدرت بالفعل في اليابان.

سولتي راي فانبوك المرئية (ردمك 9784775304815)
تاريخ الإصدار: 29 يوليو 2006 

## الممثلون
[بحاجة لمصدر]
| الشخصية       | صوت الدبلجة العربية |
| ------------- | ------------------- |
| روي           | يحيى الكفري         |
| سولتي،إنتيغرا | أسيمة يوسف          |
| ميرندا        | فاتن عيدو           |
| سيليسا        | راميا الإبراهيم     |
| أكسيلا        | لمى الشمندي         |
|               | محمد خير أبو حسون   |
|               | منصور أحمد مقدار    |
| أشلي          | مروان فرحات         |
| روز           | أنجي اليوسف         |
| أندي،ويل      | زياد الرفاعي        |
|               | عادل أبو حسون       |
| سيلفيا        | هزار الحرك          |
| جوسيف         | هشام كفارنة         |

## طاقم العمل

### النسخة العربية
- الإعداد: محمد اياد قرة كهيا
- التدقيق اللغوي: رمضان أيوب
- الترجمة: نوار الحمصي
- المكساج: منار السمكري
- التترات: سامر أبو عسلي
- إدارة الإنتاج: رضوان حجازي
- المتابعة المالية: محمد حسان مهنا، عبد القادر نبهان
- تنفيذ الدوبلاج: مركز الزهرة
- الإشراف الفني: سامر أبو عسلي

## الاستقبال
تعليقات هيبر أن "استديو جونزو مشهورة لاستخدامه العناصر المولدة بواسطة الكمبيوتر جنبا إلى جنب مع تلك الرسوم المتحركة الخلية التقليدية، ويتم استخدام هذا الأسلوب نفسه إلى حد ما في كثير من الأحيان على سولتي راي. من ناحية عمل الرسوم المتحركة رسمُها كان بشكل جيد.

## وصلات خارجية
- الصياد على موقع IMDb (الإنجليزية)
- الصياد على موقع ميتاكريتيك (الإنجليزية)
- الصياد على موقع ليتربوكسد (الإنجليزية)
- الصياد على موقع كينوبويسك (الروسية)
- الصياد على موقع قاعدة بيانات الفيلم (الإنجليزية)
- الصياد على موقع ANN anime (الإنجليزية)